# George Frederic Watts
Pour les articles homonymes, voir Watts (nom de famille).
George Frederic Watts né le 23 février 1817 à Londres et mort le 1er juillet 1904 à Compton est un peintre et sculpteur britannique.
Artiste populaire de l'époque victorienne lié au mouvement  symboliste, Watts est devenu célèbre de son vivant pour ses œuvres allégoriques telles que les tableaux Hope et Love and Life.

## Biographie
George Frederic Watts naît dans le quartier Marylebone de Londres le jour anniversaire du compositeur Georg Friedrich Haendel (ce qui explique qu'il porte le même prénom), du second mariage d'un pauvre fabricant de piano. D'une santé fragile, sa mère meurt alors qu'il est très jeune et il poursuit sa scolarité à domicile avec son père qui lui donne une éducation chrétienne conservatrice mais également des bases classiques comme l’Iliade, ce qui influença son art.
Très rapidement, il montre des signes artistiques prometteurs, apprenant la sculpture dès l'âge de 10 ans avec William Behnes, étudiant avec dévouement les marbres d'Elgin puis en rejoignant la Royal Academy comme étudiant en 1835. Il débute aussi sa carrière de portraitiste grâce au patronage de l'un de ses contemporains, Constantine Alexander Ionides, dont il devint plus tard un ami proche. Il attire l'attention du public avec un dessin appelé Caractacus qui est en compétition pour les peintures murales de la nouvelle Chambre du Parlement à Westminster en 1843. Watts remporte le premier prix qui récompense sa peinture narrative sur un sujet patriotique. En réalité, Watts contribue assez peu à la décoration de Westminster mais il en conserve sa vision de monuments couverts de peintures murales représentant l'évolution spirituelle et sociale de l'humanité.
Le prix qu'il obtient lors de la compétition de Westminster lui permet en revanche de financer un long voyage en Italie à partir de 1843. Watts y reste assez longuement et devient un proche de l'ambassadeur britannique Henry Fox et son épouse Mary Augusta. Durant son séjour en Italie, Watts commence à réaliser des paysages et il s'inspire de la chapelle Sixtine de Michel Ange ainsi que de la chapelle Scrovegni de Giotto. En 1847, alors qu'il est toujours en Italie, Watts participe à une nouvelle compétition pour la Chambre du Parlement anglais avec un tableau Alfred incitant les Saxons pour rencontrer les Danois en mer, sur un thème patriotique mais en s'inspirant des sculptures de Phidias.
Il quitte Florence en avril 1847 pour ce qui devait être un court retour à Londres où, en définitive, il finira sa vie. De retour au Royaume-Uni, il ne parvient pas à trouver un bâtiment lui permettant de réaliser son projet d'une grande fresque inspirée de ses expériences italiennes, même s'il réalise en 1859 une fresque d'environ 14 m sur 12 m sur la partie haute du mur est de la salle du Palais de justice de Lincoln's Inn et dénommée Justice, A Hemicycle of Lawgivers (Justice, un hémicycle pour le législateur) inspirée par  L'École d'Athènes de Raphaël. C'est pourquoi la plupart de ses œuvres majeures sont des peintures à l'huile conventionnelles.
Dans son atelier, il rencontre Henry Thoby Prinsep, qui fut membre du conseil législatif de l'Inde britannique pendant 16 ans, ainsi que son épouse Sara née Pattle. Watts rejoint ainsi le cercle de la famille Prinsep, avec notamment les sept sœurs de Sara parmi lesquelles Virginia, dont Watts tombe amoureux mais qui se marie en 1850 avec Charles vicomte d'Eastnor, et Julia Margaret Cameron. Finalement, en 1850, après avoir vécu dans le quartier de Mayfair à Londres, les Prinsep lui louent leur maison de Kensington où il vit pendant 21 ans avec eux et leurs salons littéraires. L'un des deux seuls élèves que Watts accepte de former est le fils d'Henry Princep, Valentine Cameron Prinsep, l'autre étant John Roddam Spencer Stanhope. Sur le plan artistique, Watts expose des peintures épiques à Whitechapel grâce à son ami Samuel Barnett et il reçoit finalement une commande pour la Chambre du Parlement où il réalise, entre 1852 et 1853, Le Triomphe du Chevalier à la Croix Rouge, inspiré du poème La Reine des fées. Il effectue également un court voyage en Italie en 1853, en passant par Venise, puis, avec Charles Thomas Newton il participe aux fouilles d'Halicarnasse en 1856 et 1857, avant de revenir en Angleterre après un détour par Constantinople et les îles grecques.

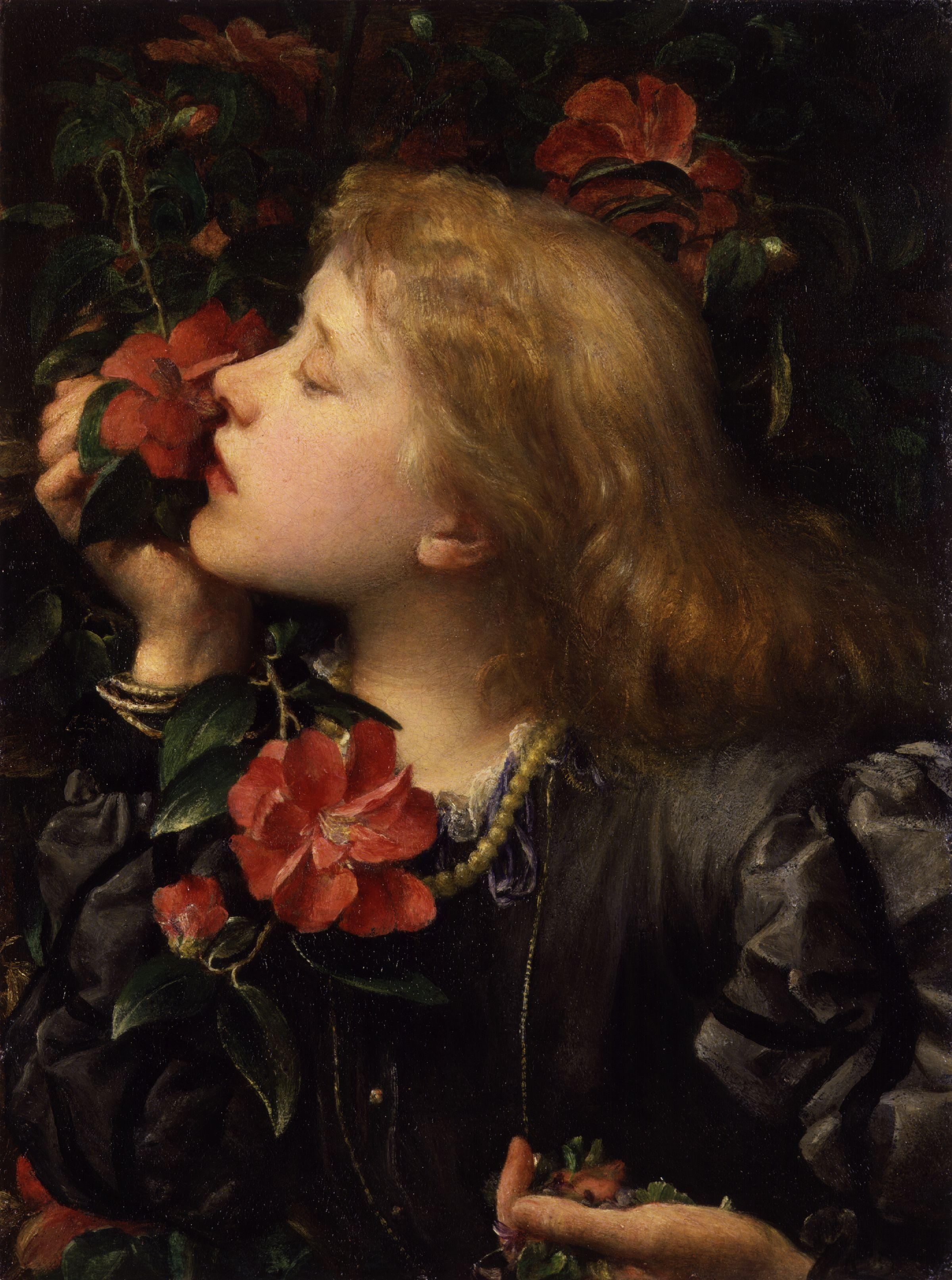
Ellen Terry (Choosing), l'épouse de Watts, 1864, Londres, National Portrait Gallery.

Dans les années 1860, les œuvres de Watts révèlent l'influence de Dante Gabriel Rossetti, soulignant souvent un plaisir sensuel et des couleurs riches. Parmi les peintures de cette période, on peut noter le portrait de sa jeune épouse, l'actrice Ellen Terry, qui était de 30 ans sa cadette, qu'il avait rencontrée par l'intermédiaire de leur ami mutuel Tom Taylor, et avec laquelle Watts s'est marié le 20 février 1864, sept jours avant son 17e anniversaire. Lorsqu'elle s'est enfuie avec un autre homme après moins d'un an de mariage, Watts fut obligé de divorcer.
L'association entre Watts, Rossetti et le mouvement esthétique se délite durant les années 1870, au fur et à mesure de l'évolution du travail de Watts qui combine les traditions classiques avec une peinture délibérément agitée et trouble visant à illustrer les énergies dynamiques de la vie et de l'évolution, mais aussi le caractère transitoire et fragile de la vie. Ses œuvres sont influencées par les idées de Max Müller, le fondateur de la religion comparée. Watts espère représenter le développement « des mythologies des races [du monde] » dans une grande synthèse d'idées spirituelles avec la science moderne, particulièrement l'évolution darwinienne.

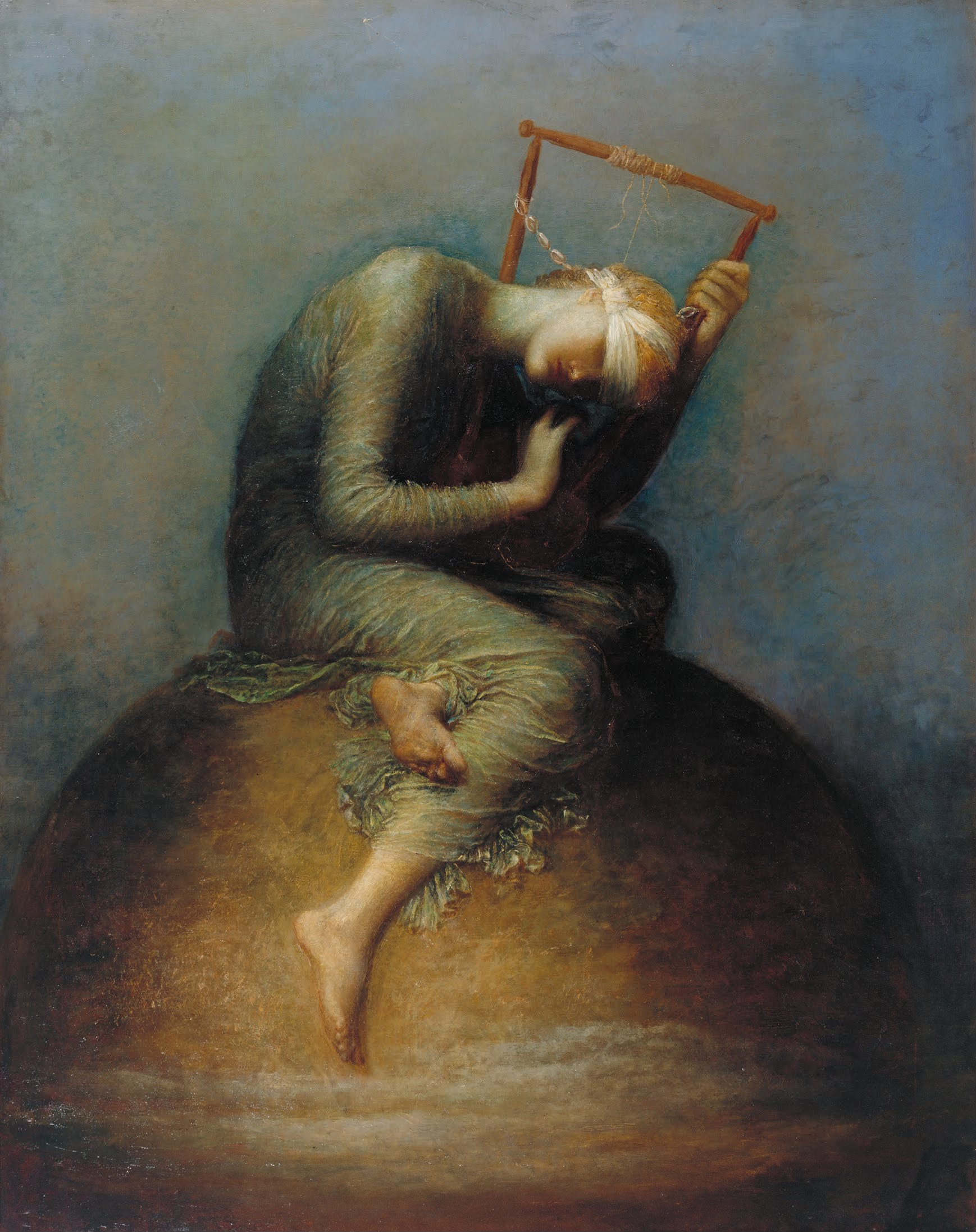
Hope, 1885, Londres, Tate Britain.

Au début des années 1870, arrivant au terme des 21 années de location de la maison de Prinsep qui devait d'ailleurs être démolie, Watts commande une nouvelle maison dans Londres, proche de celle de celle de l'architecte Charles Robert Cockerell, sur les terres du peintre Frederic Leighton. En outre, il achète une maison à Freshwater sur l'île de Wight où ses amis Julia Margaret Cameron et Alfred Tennyson possèdent déjà une maison. Pour maintenir sa relation d'amitié avec la famille Prinsep et ses enfants, il leur fait construire une maison, The Briary, proche de Freshwater et adopte Blanche Clogstoun, l'un de leurs parents. En 1877, le jugement provisoire de divorce avec Ellen Terry devient définitif et la galerie Grosvenor peut ouvrir avec l'aide de son ami Coutts Lindsay.
En 1886, Watts épouse en seconde noces Mary Fraser Tytler, créatrice et potier écossaise née en 1849. En 1891, il achète des terres et fait construire près de Compton, au sud de Guildford dans le Surrey. Le couple appelle la maison Limnerslease et il fait construire la Watts Gallery à proximité, musée consacré à ses œuvres et qui ouvre en avril 1904, quelque temps avant sa mort. L'épouse de Watts conçoit à proximité la chapelle mortuaire (Watts Mortuary Chapel) dans laquelle Watts peignit The All-Pervading pour décorer l'autel.
De nombreuses peintures de Watts sont conservées à Tate Gallery de Londres. Lui-même fait donation au musée de 18 de ses œuvres les plus symboliques en 1897, et trois autres en 1900. Ayant refusé à deux reprises le titre de baronnet que lui offre la Reine Victoria, il est élu au rang d'académicien de la Royal Academy en 1867 et accepte l'ordre du Mérite en 1902, « au nom des artistes britanniques » selon ses propres termes.

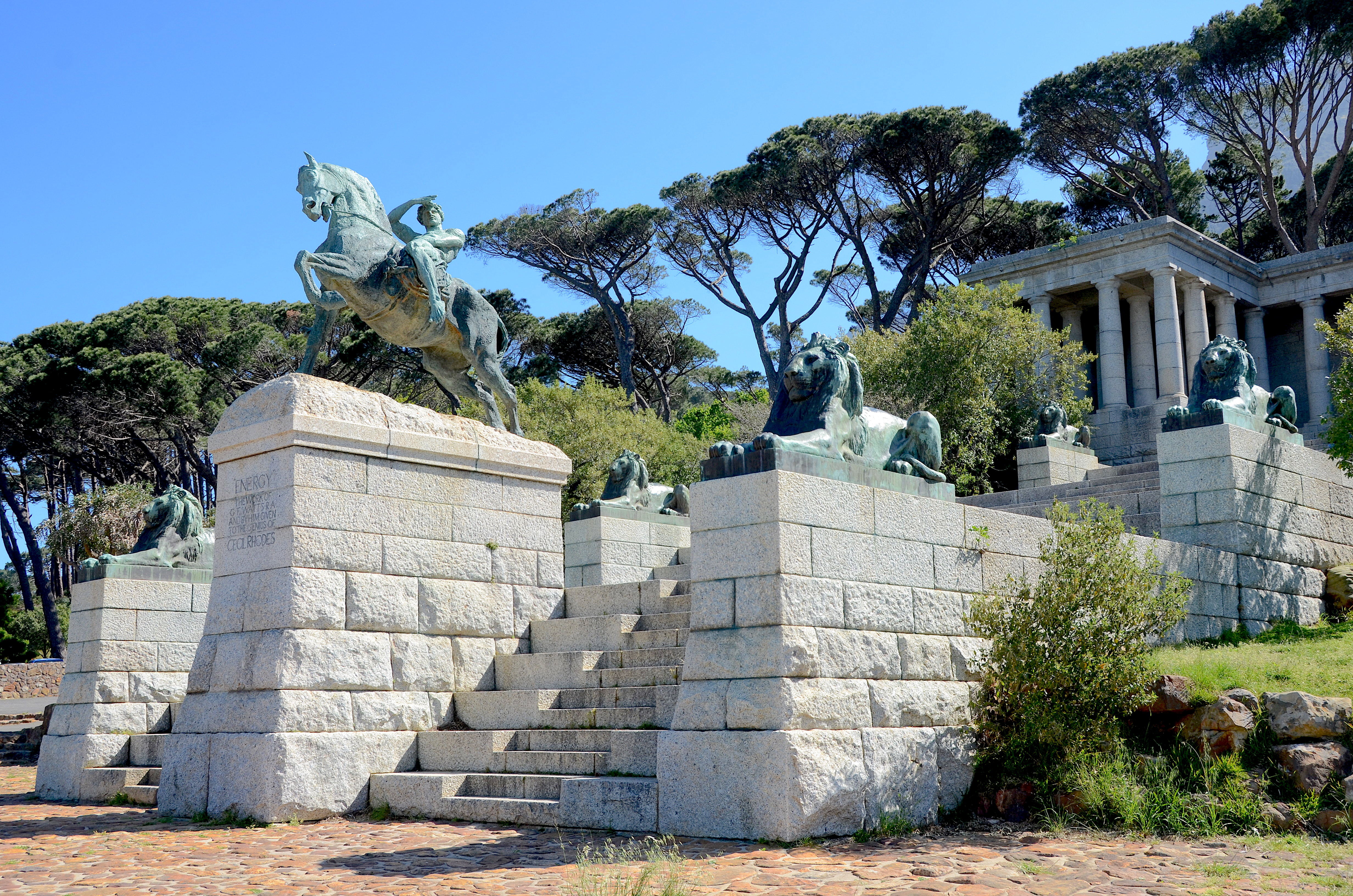
Rhodes Memorial, 1902, Le Cap, avec la statue équestre Physical Energy.

Dans ses dernières peintures, la créativité de Watts se traduit en images mystiques comme dans The Sower of the Systems (Le Semeur du Système), tableau dans lequel il semble anticiper l'art abstrait. Cette peinture dépeint Dieu comme une forme à peine visible dans un univers rempli d'étoiles et de nébuleuses. D'autres œuvres tardives de Watts paraissent également précurseurs des peintures de Pablo Picasso dans sa période bleue[réf. nécessaire].
Watts est également réputé comme portraitiste. Ses portraits sont ceux des personnalités les plus importantes de l'époque au Royaume-Uni. Beaucoup d'entre eux font aujourd'hui partie des collections de la National Portrait Gallery à laquelle Watts a donné 17 de ses œuvres en 1895, puis une trentaine supplémentaire par la suite. Dans ses portraits, Watts a tendance à accentuer la physionomie des visages de ses modèles. Parmi ses portraits célèbres figurent ceux de Charles Dilke, Thomas Carlyle et William Morris.
Dans ses dernières années, Watts s'intéresse à la sculpture. Son œuvre la plus connue date de 1902. C'est une statue équestre en bronze appelée Physical Energy (Énergie physique). Elle représente un homme nu à cheval, se protégeant les yeux du soleil en regardant devant lui. Cette sculpture devait au départ être dédiée à Mahomet, Attila, Tamerlan et Genghis Khan, que Watts considérait comme personnifiant l'énergie brute menant au pouvoir. Un moulage de cette sculpture est installé au Rhodes Memorial du Cap en Afrique du Sud, en honneur au visionnaire Cecil Rhodes. Un autre exemplaire se trouve à Londres dans le Kensington Gardens.

Œuvres de George Frederic Watts
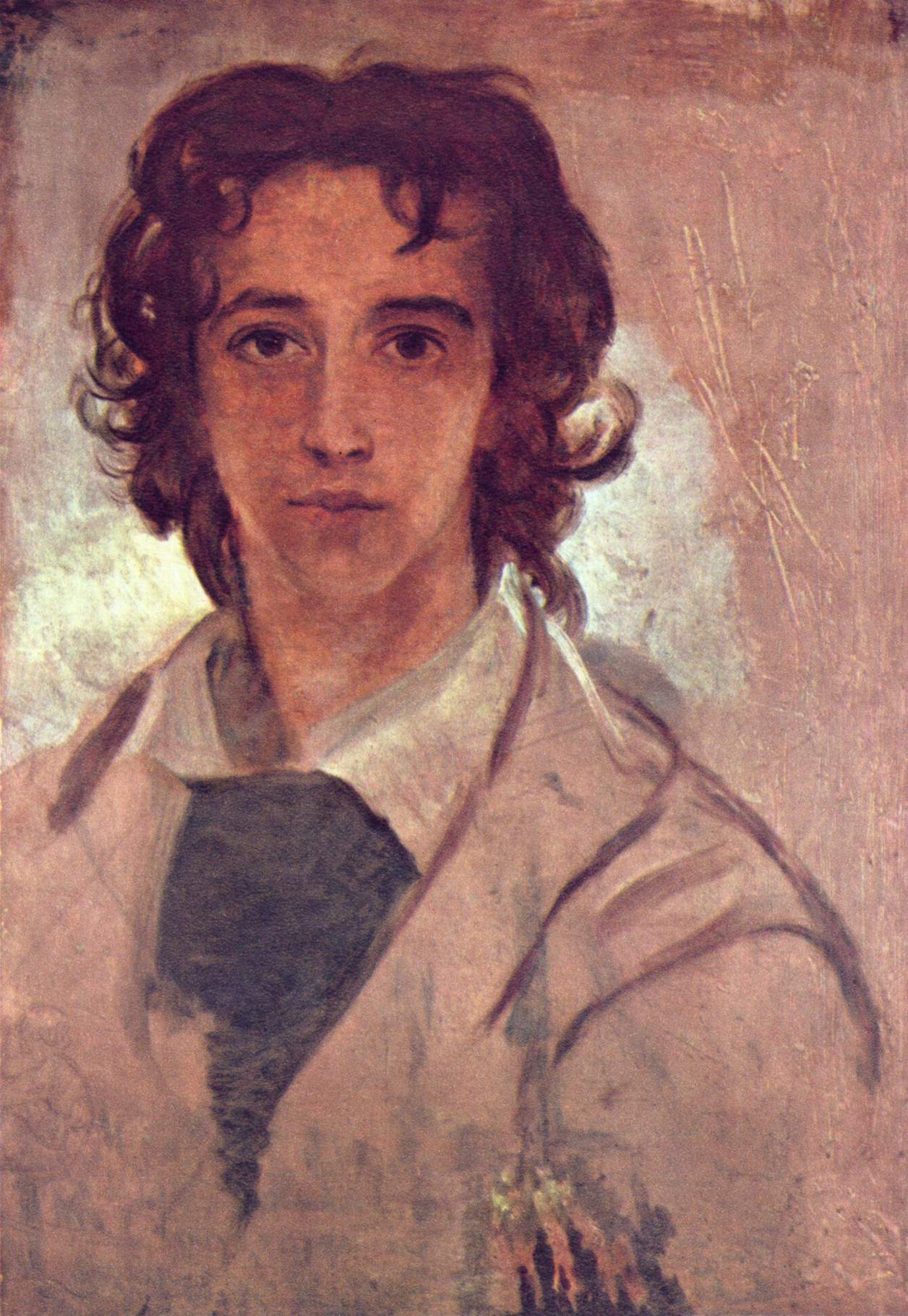
Autoportrait à l'âge de 17 ans, 1834, Compton, Watts Gallery (en).
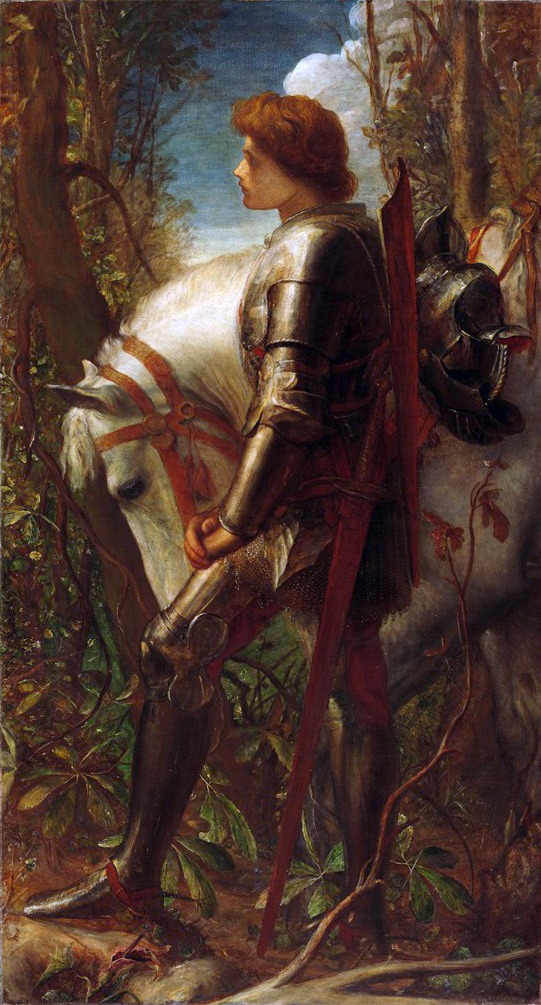
Sir Galahad, 1860-1862, Cambridge, Fogg Art Museum.
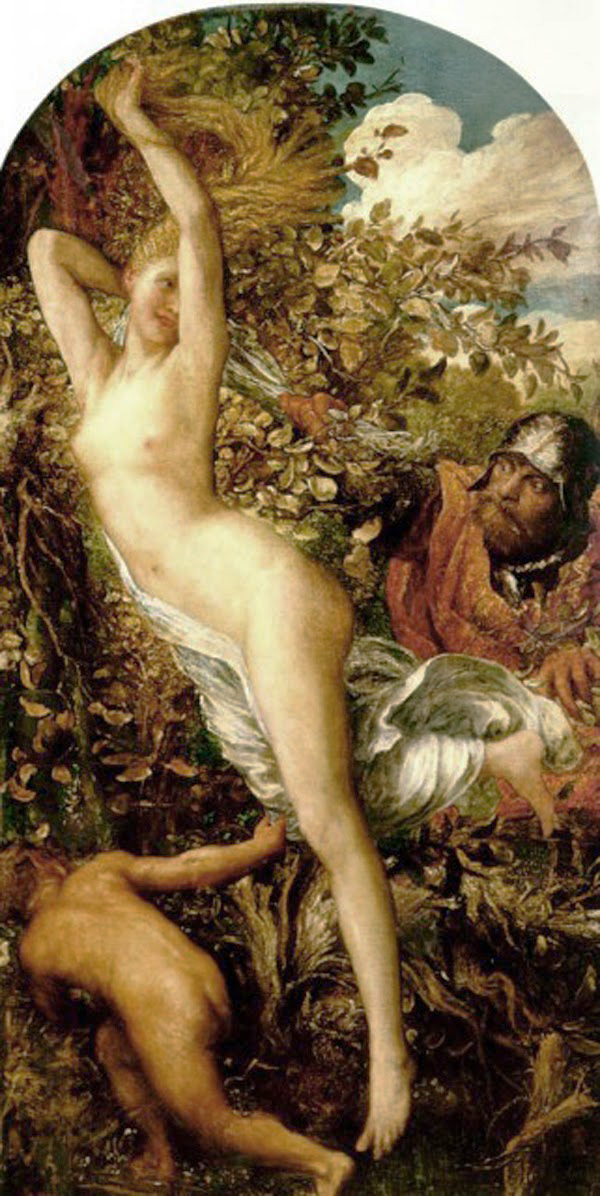
Fata Morgana, 1865, localisation inconnue.
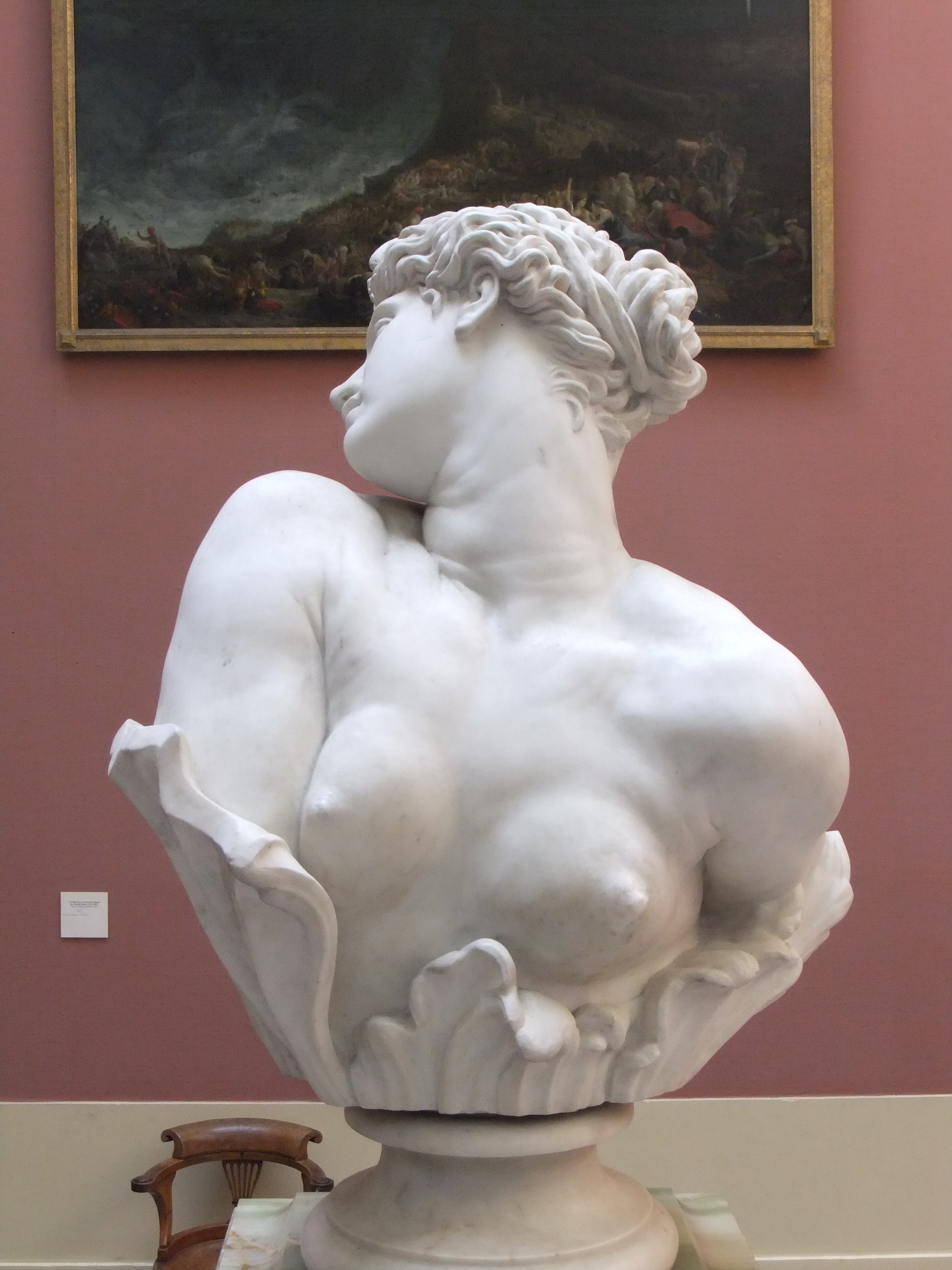
Clytie, 1867-1868, Preston, Harris Museum (en).
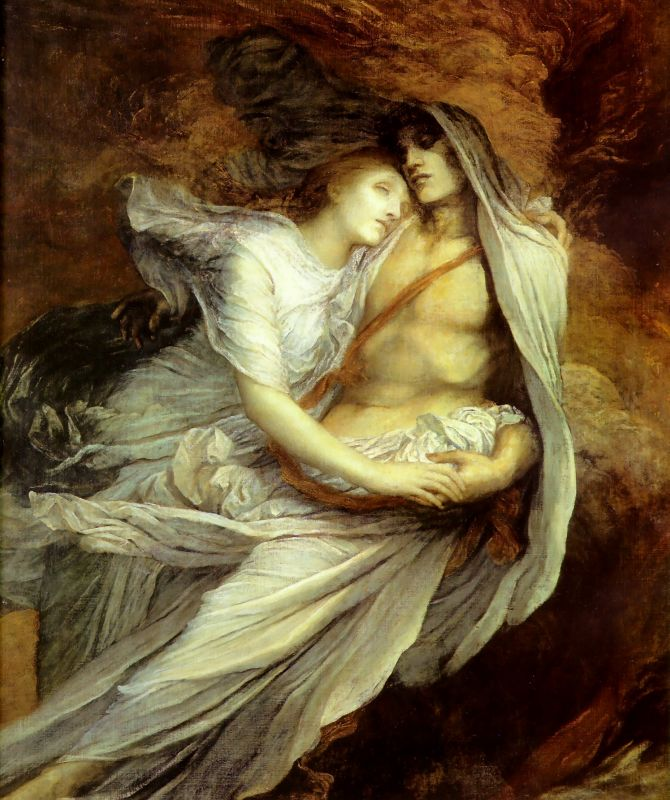
Paolo et Francesca, 1872, Compton, Watts Gallery (en).
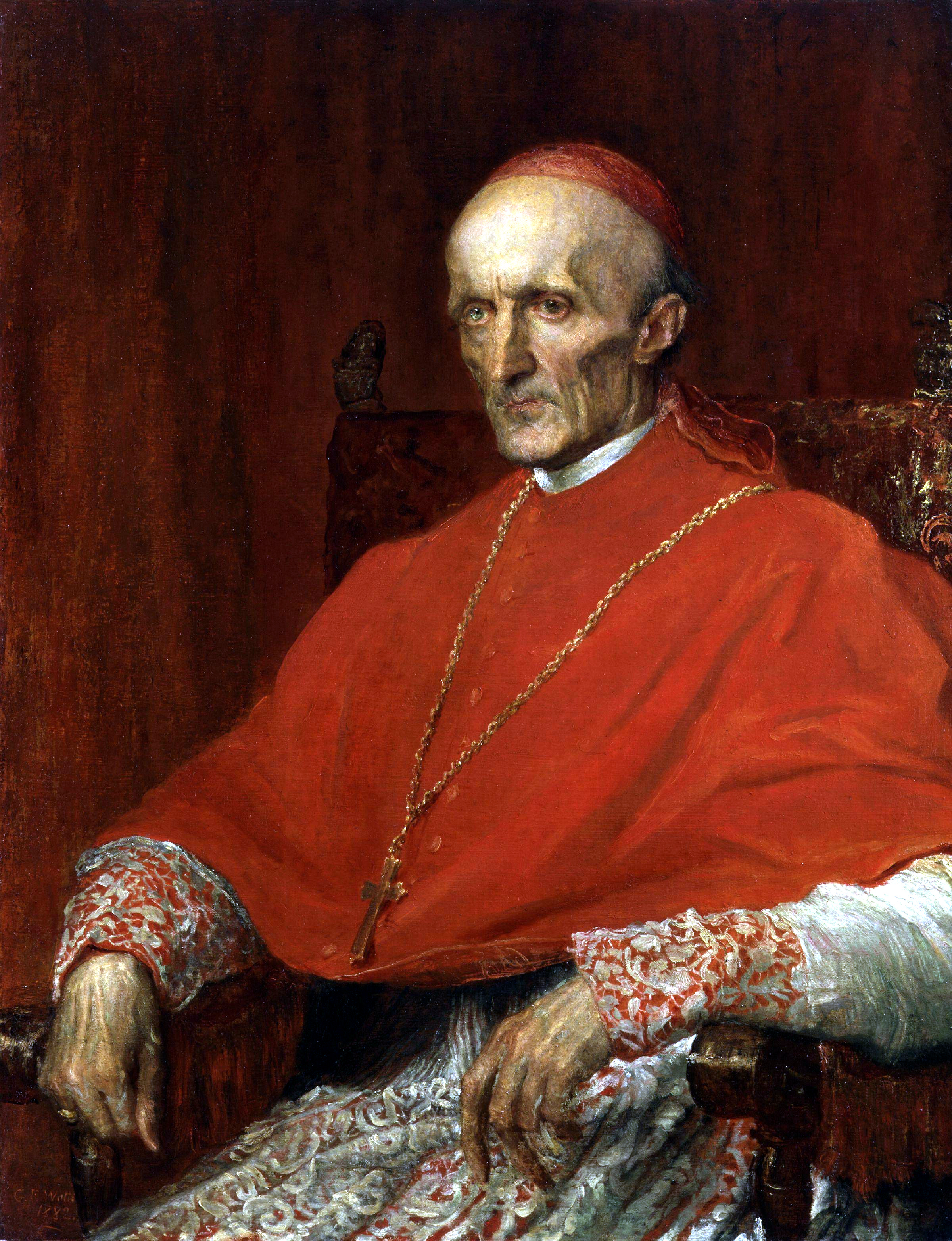
Henry Edward Manning, 1882, Londres, National Portrait Gallery.
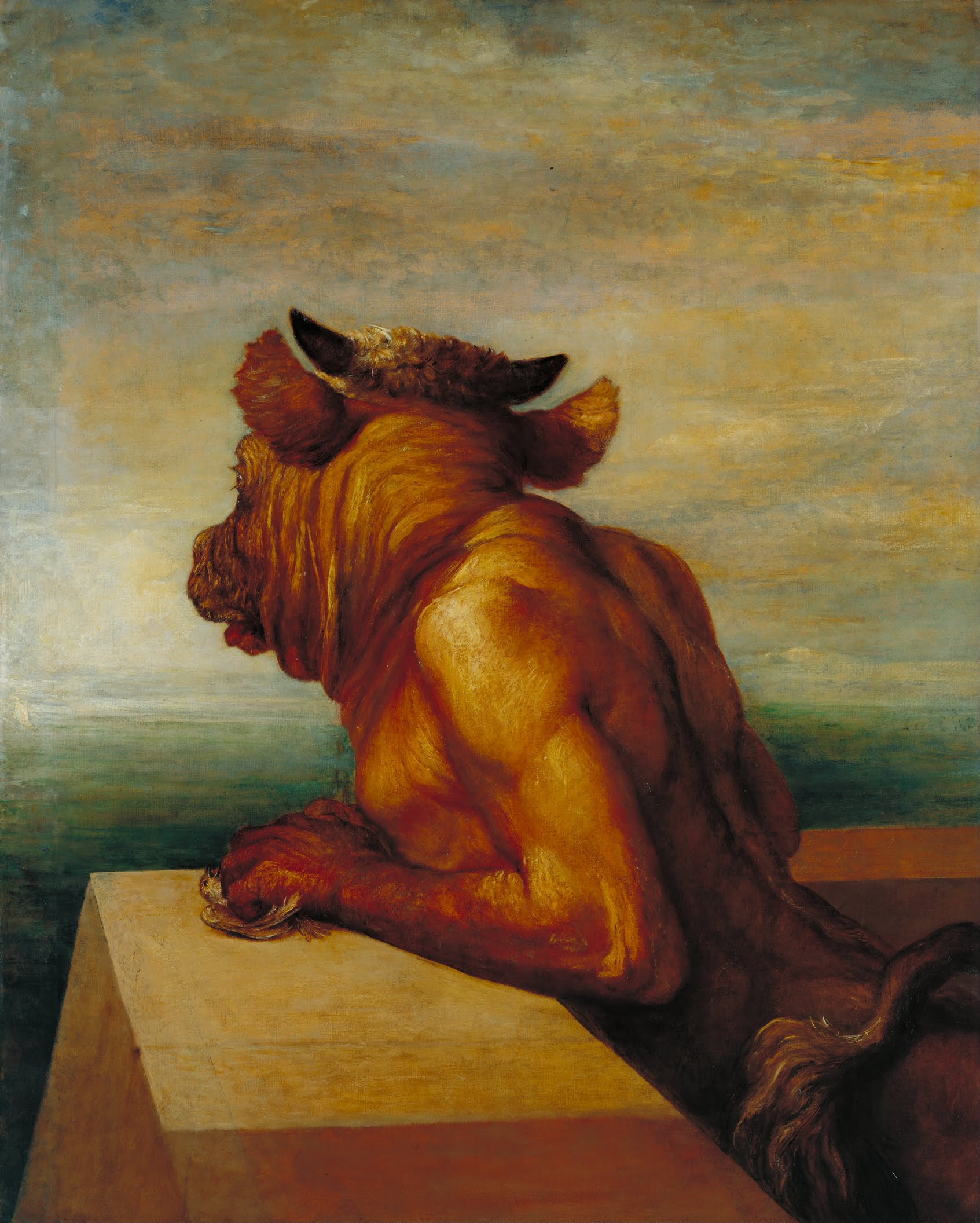
Le Minotaure, 1885, Londres, Tate Britain.
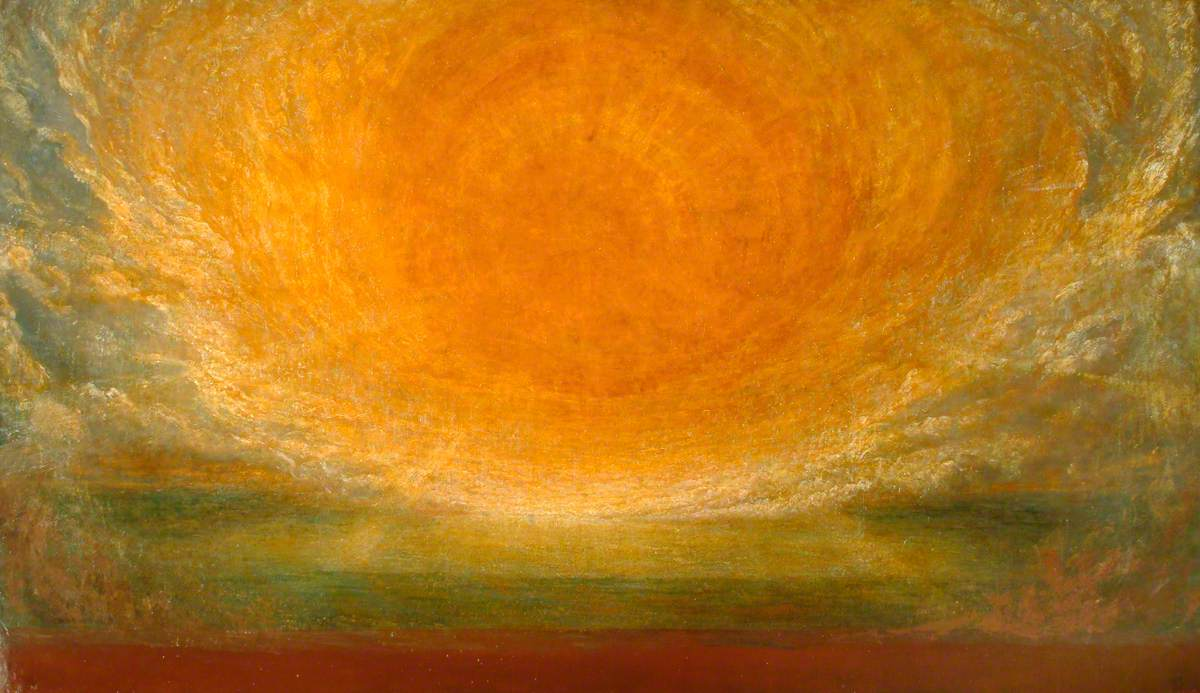
Après le Déluge ; Le 45e jour, 1886, Compton, Watts Gallery (en).
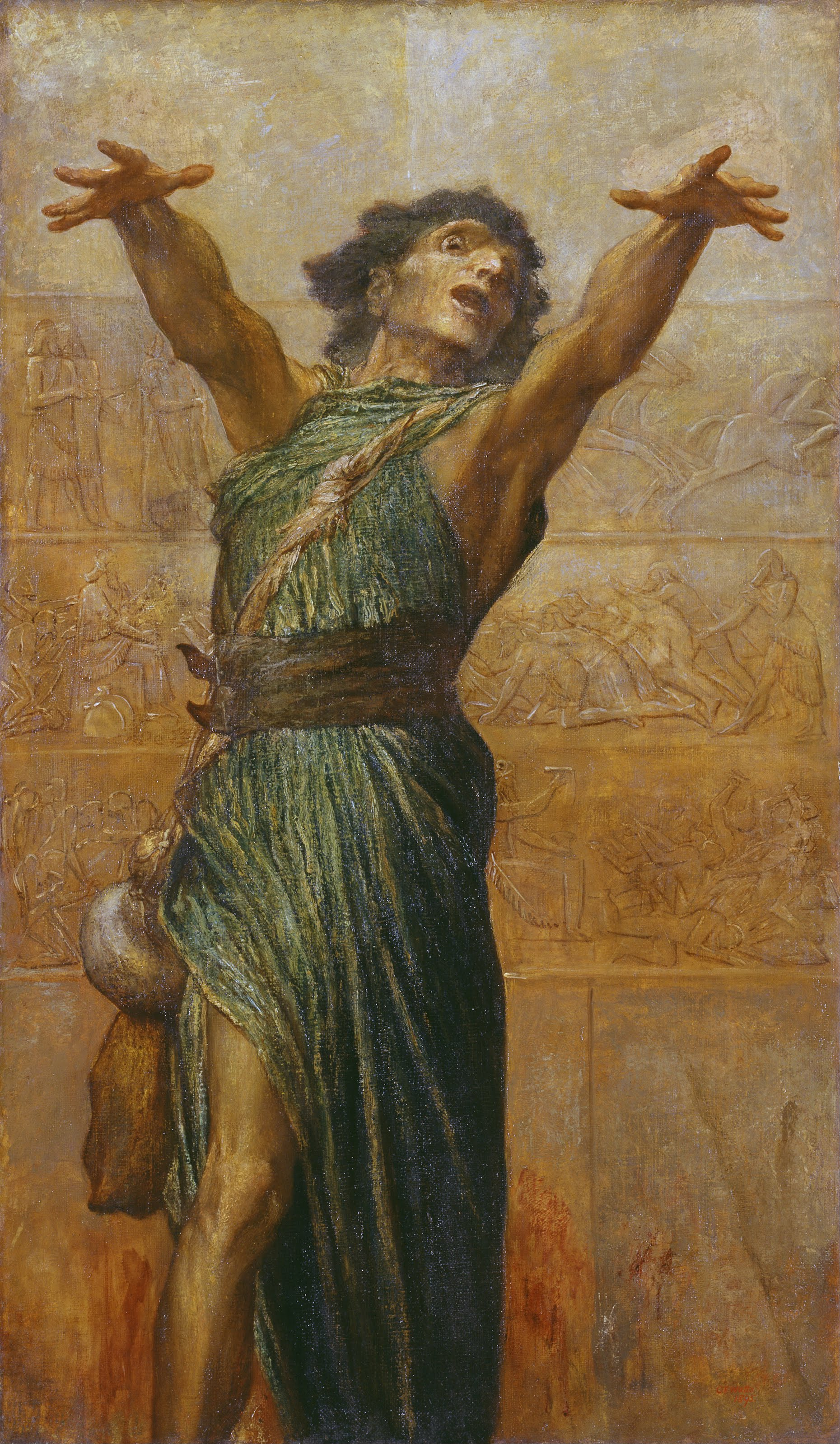
Jonah, 1894, Londres, Tate Britain.
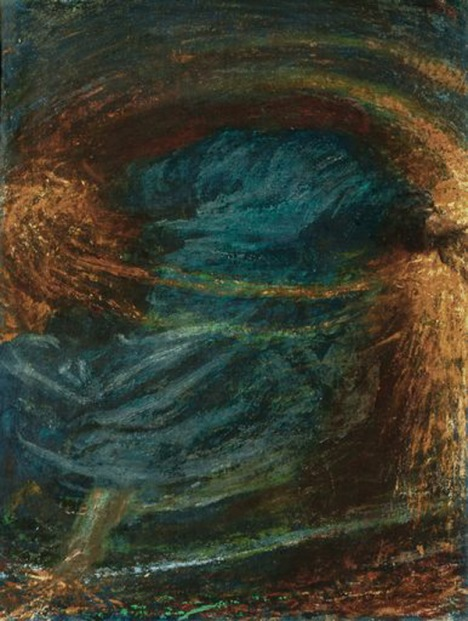
Le Semeur du Système, 1902, Compton, Watts Gallery (en).
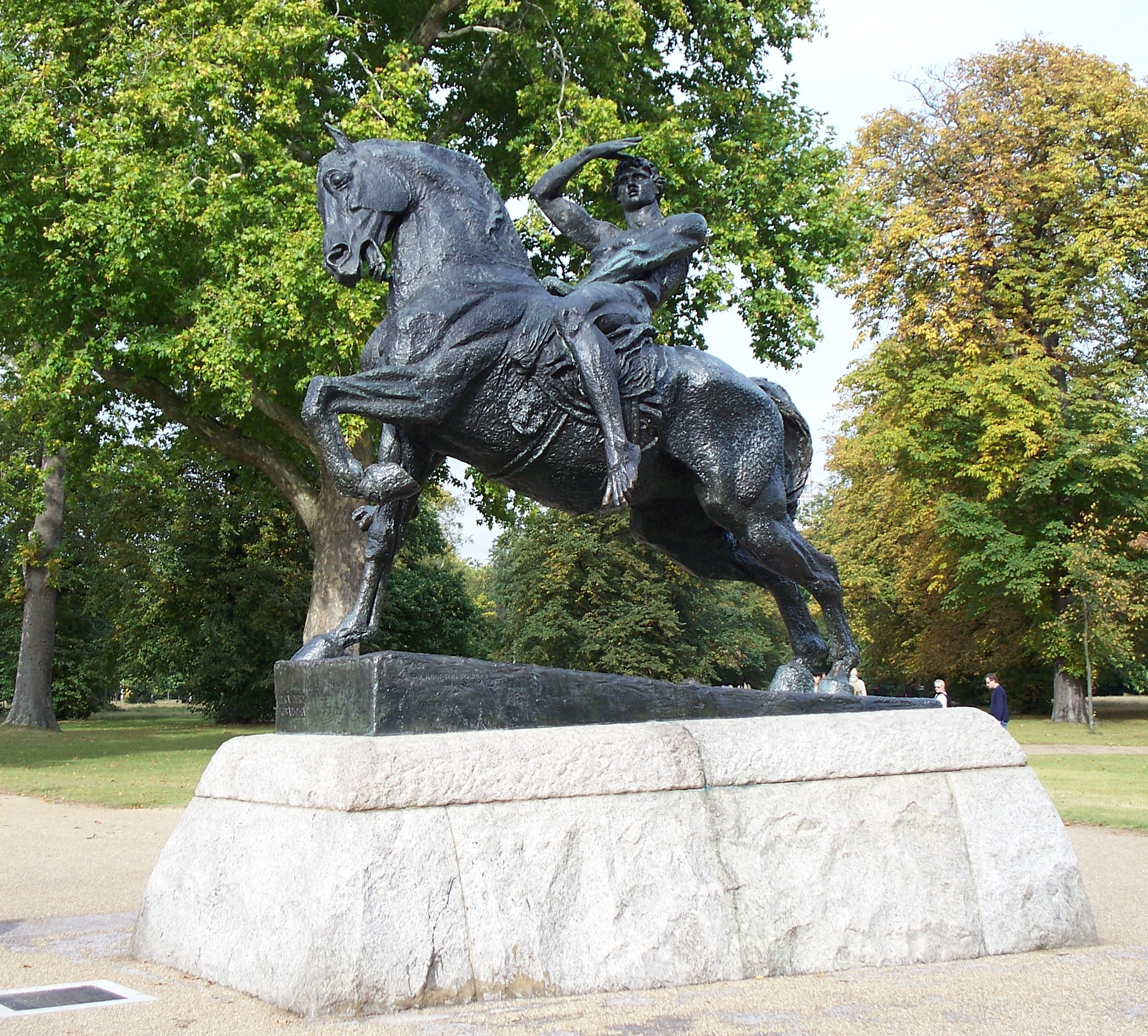
Physical Energy, 1907, Londres, Kensington Gardens.
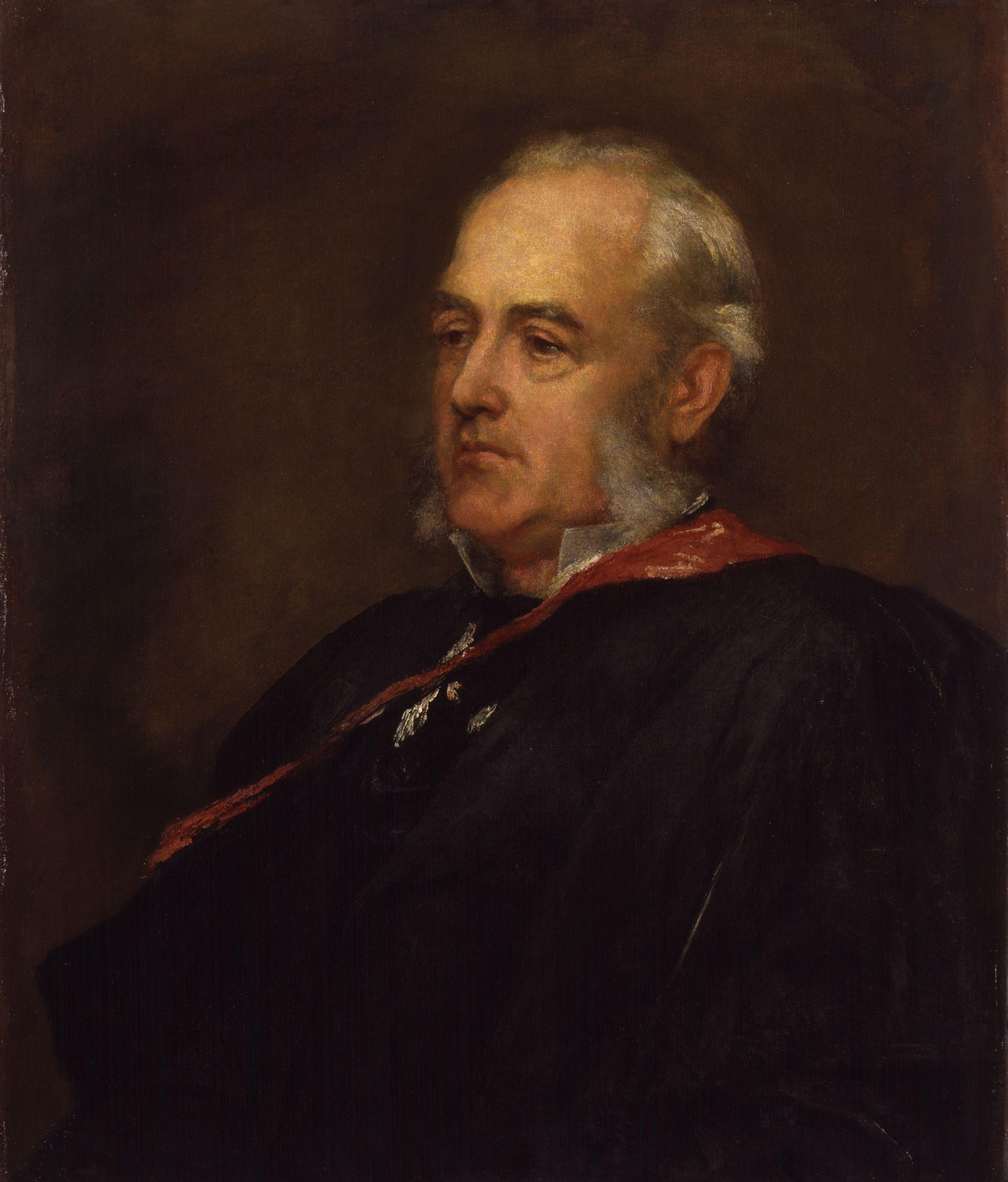
Portrait de Max Müller, Londres, National Portrait Gallery.
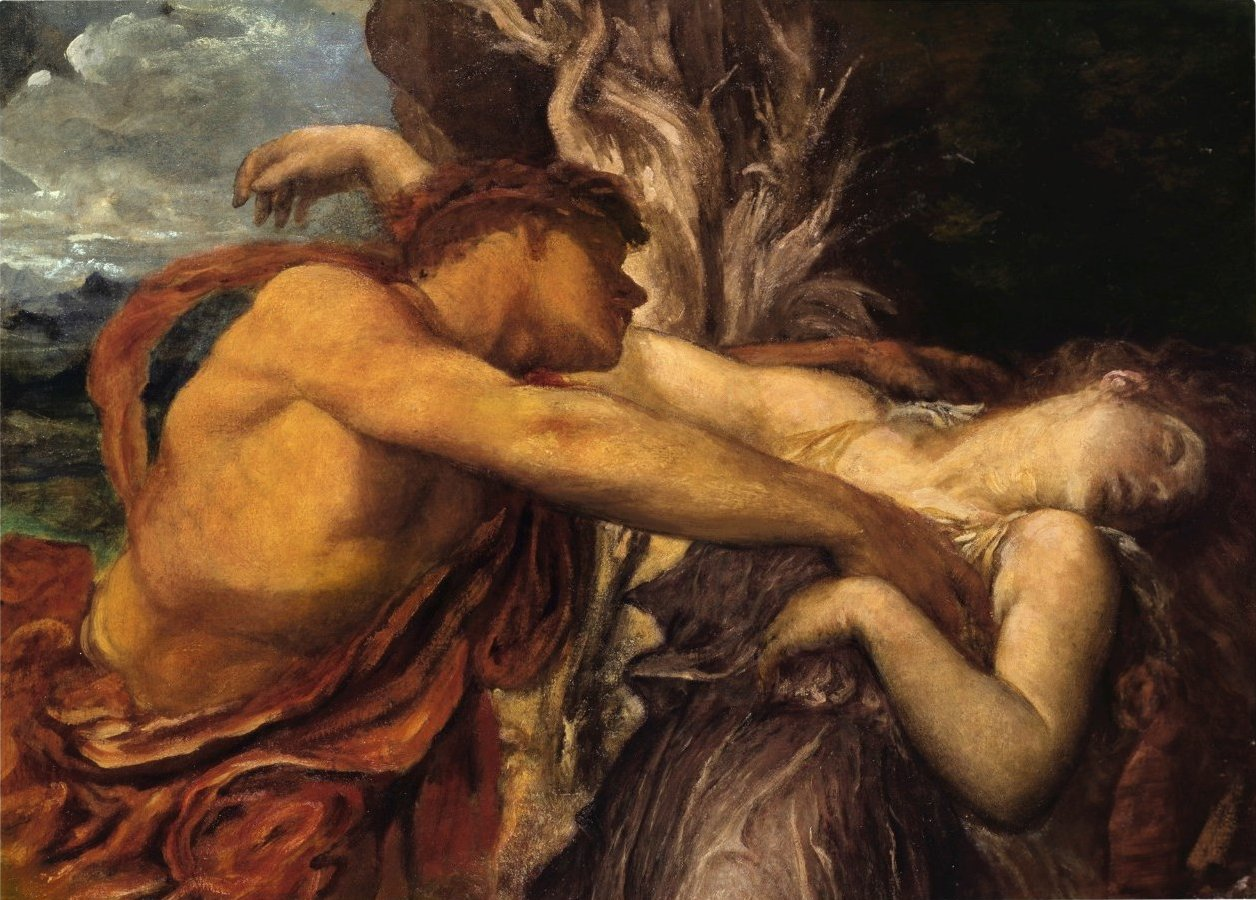
Orphée et Eurydice, localisation inconnue.
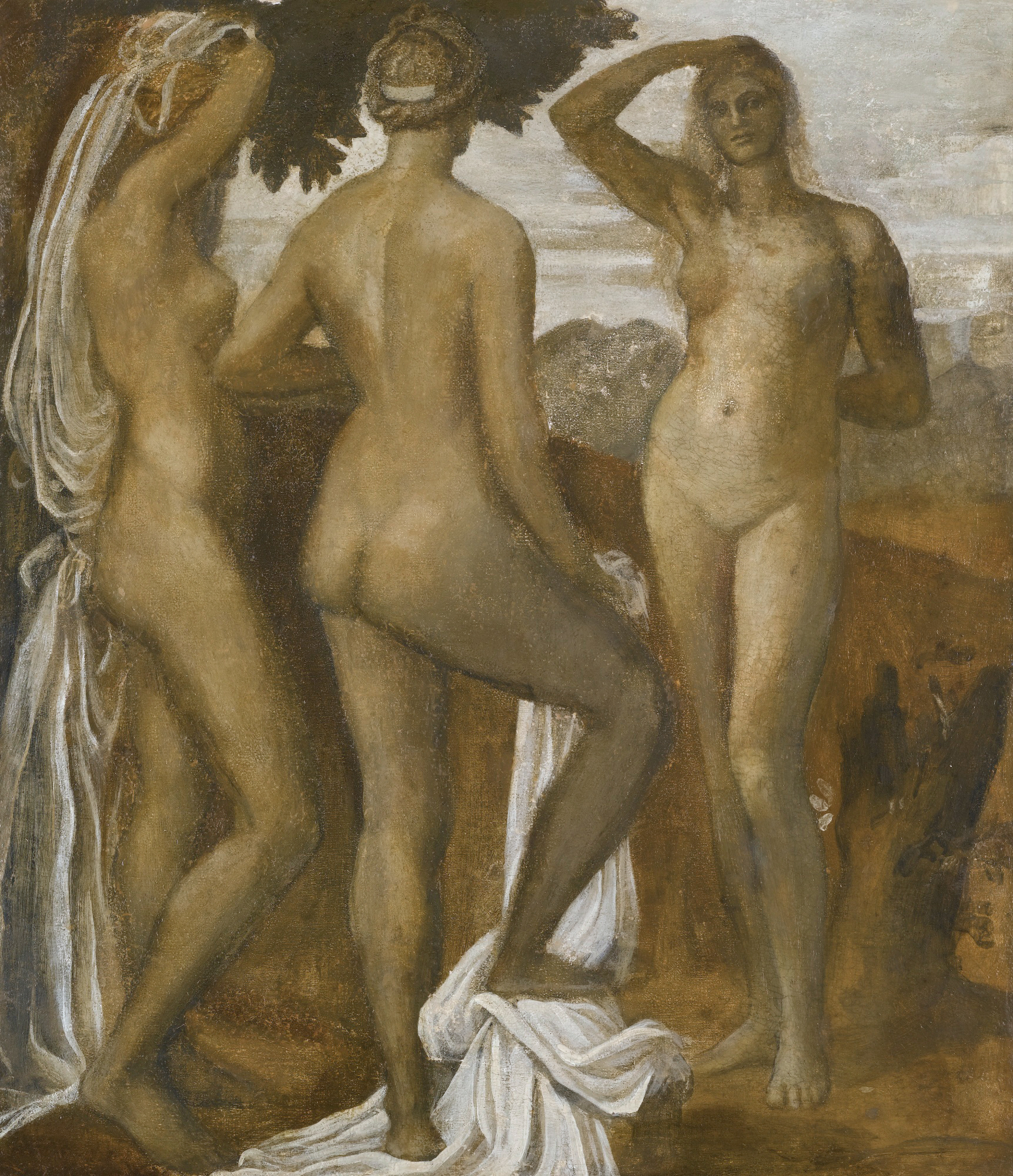
Le Jugement de Pâris, localisation inconnue.